# 에드가르 곤살레스 (1983년)
에드가르 헤라르도 곤살레스(Édgar Gerardo González, 1983년 2월 7일)는 멕시코의 야구 선수이자, 미국 프로 야구 탬파베이 레이스의 선수이다.

## 미국 프로 야구 시절
애리조나 다이아몬드백스 시절, 김병현과 동료였다.

## 한국 프로 야구 시절
2010년 1월 12일 KBO 리그 LG 트윈스와 계약을 체결하여 입단했다. 9경기에 등판했으나 승리 없이 6패에 방어율 7.68의 부진한 성적으로 5월 12일 2군으로 내려간 후, 5월 19일자로 방출되었다. LG 입단 전에 윈터 리그에서 힘을 소모한 게 원인이 되었고, 이후 벤자민 주키치가 LG에 입단했을 때 마무리 훈련 참가를 조건으로 LG에서 별도의 수당을 지급하게 된 계기가 되었다.